# Spirit 1.8
O Spirit 1.8 é um carro protótipo de corrida, projetado e construído pelo empresário e engenheiro cearense Alexandre Romcy. O carro foi apresentado oficialmente em Outubro de 2011, em restaurante da Praia de Iracema, em Fortaleza.
O carro foi criado a partir do chassi do Fórmula V 1.8, acrescentando estrutura metálica para a fixação da carenagem e aumentando a segurança.
Ainda em 2011, o modelo passou a integrar o Campeonato Cearense de Protótipo.